# 田口団-Taguchidan-
田口団-Taguchidan-（たぐちだん）は、山口ケーブルビジョン (C-able) で2009年（平成21年）5月から放送されていたローカルバラエティ番組である。2013年3月31日にて放送終了。

## 概要
- 番組名は、出演者である原口岳人（はらぐち・たけひと）の『口』と、藤田美登里（ふじた・みどり）の『田』を合わせたもの。2人ともC-able社員。
- コンセプト等は基本的に前番組である藤原バナナ店と変わらない。

## 放送時間
毎日3回、以下の時間にリピート放送。
9:00～9:24 / 19:00～19:24 / 23:30～23:54
※放送内容は週替わりになっており、月曜の9:00からの放送が本放送となる(すなわち、同一内容を21回ずつ放送される)。

## トピックス
- NHK衛星第2テレビジョンの「CATVネットワーク 〜すばらしき私の街〜」で、当番組が紹介された。
  - 2009年10月3日放送分 -初回企画である「団畑」が紹介される予定。